# Friedhelm Döhler

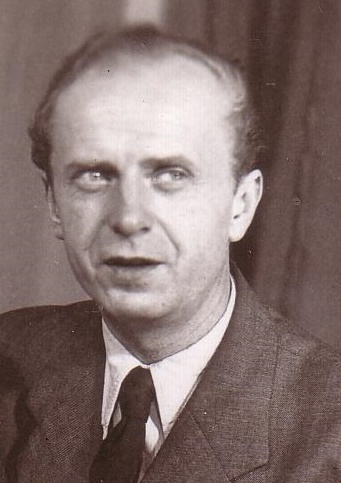
Friedhelm Döhler

Friedhelm Döhler (* 29. September 1908 in Nerchau, Sachsen; † 27. Februar 1968 in Ost-Berlin) war ein deutscher  Hornist.

## Leben
Nach dem Schulbesuch in Nerchau und Grimma studierte er Musik an der Staatlichen Hochschule für Musik Weimar. Als Hornist ging er zum Rundfunk-Sinfonieorchester Leipzig, das ihn und andere Musiker 1943 zum Reichs-Bruckner-Orchester abstellte. In Linz erinnerte man sich noch in den 1960er Jahren an ihn, weil er allabendlich vom Balkon seines Hotelzimmers den Zapfenstreich geblasen hatte. 
Nach dem Zweiten Weltkrieg kam er in Automatischen Arrest. Er kehrte 1946 nach Leipzig zurück und spielte in der Leipziger Philharmonie. 1948 wechselte er zum Loh-Orchester Sondershausen.
Am 1. Mai 1950 wurde er Solohornist an der Komischen Oper Berlin und zugleich Dozent an der Hochschule für Musik „Hanns Eisler“ Berlin. Dort wurde er zum Kammervirtuosen und später zum Professor ernannt. Er erkrankte an einer chronischen Emphysembronchitis und widmete sich ab 1963 ausschließlich der Lehre an der Hochschule. Eberhard Rebling würdigte Döhlers Lebenswerk in seiner Grabrede.
Verheiratet war Döhler mit Charlotte geb. Braunholz aus Weimar. Der Sohn Michael und der Enkelsohn Stefan leben in Berlin. Rüdiger Döhler ist ein Neffe.